# 山口弘穀
山口 弘穀（やまぐち ひろたか）は、常陸牛久藩の第10代藩主。第8代藩主・山口弘致の3男。通称は忠之丞、修理。初名は重萃。官位は従五位下、周防守。

## 経歴
天保10年（1839年）8月16日、兄の弘封が隠居したため、その跡を継いだ。同年10月1日、将軍・徳川家慶にお目見えする。同年12月18日、従五位下周防守に叙任する。兄と同じく藩政改革に取り組み、農馬貸付仕法制度や育子備金仕法制度を設置して農村制度の再建を目指し、ある程度の成果を得た。嘉永2年（1849年）11月19日に40歳で死去し、弟の弘敞が跡を継いだ。法号は仁道宗義弘毅院。

## 系譜
父母
- 山口弘致（実父）
- 山口弘封（養父）

養子
- 山口弘敞 ー 実弟